# Maxine Hong Kingstonová
Maxine Hong Kingstonová (čínsky 湯婷婷; * 27. října 1940 Stockton, Kalifornie) je Američanka čínského původu, spisovatelka a emeritní profesorka na University of California v Berkeley, kde v roce 1962 dokončila bakalářské studium angličtiny. Napsala tři romány a několik publikací o zkušenostech čínských imigrantů žijících ve Spojených státech. Její slavný memoár Válečnice: vzpomínky na dětství mezi duchy se zabývá problematikou genderu a etnické příslušnosti a tím, jak tyto koncepty ovlivňují životy žen. Za svůj přínos čínsko-americké literatuře obdržela mnoho ocenění, mimo jiné v roce 1981 za knihu China Man ocenění National Book Award.

## Životopis
Kingstonová se narodila v Kalifornii ve městě Stockton. Její rodiče, Tom a Jing Lan Hongovi, pocházeli z první generace čínských přistěhovalců. Toma rodiče vedli ke studiu a ve své vesnici Sun Woi blízko Kantonu byl učitelem. V USA pracoval v prádelně a byl majitelem herny. Jing vystudovala v Kantonu na škole To Keung na porodní asistentku. Tom odjel do Ameriky v roce 1924 a teprve v roce 1939 si mohl dovolit přivézt i svou ženu. Kingstonová byla třetí z jejich devíti dětí a nejstarší ze šesti dětí narozených ve Spojených státech.
Kingstonovou to k psaní táhlo od dětství, kdy vyhrála pět dolarů od časopisu Girl Scout Magazine za esej nazvanou „Jsem Američanka“. Na Berkeley začala studovat inženýrství, ale posléze přestoupila na angličtinu. V roce 1962 si vzala herce Earla Kingstona a začala učit na střední škole. Následující rok se dvojici narodil syn Josehp Lawrence Chung Mei. Poté, co se v roce 1967 odstěhovali na Havaj, se začala Maxine naplno věnovat psaní a dokončila a vydala svůj první román Válečnice: vzpomínky na dětství mezi duchy. Její knihy často odrážejí její kulturní dědictví a mísí se v nich fikce s literaturou faktu.
Mezi její díla patří kromě Válečnice (1976), která získala cenu National Book Critics Circle Award for Nonfiction, také kniha China Men (1980), která v roce 1981 získala cenu National Book Award. Dále napsala román Tripmaster Monkey, příběh postavy založené na mytickém čínském hrdinovi Sun Wu-kchungovi. Mezi její nejnovější knihy patří To Be The Poet a The Fifth Book of Peace.
V roce 1990 natočila režisérka Gayle K. Yamadová dokumentární film Maxine Hong Kingston: Talking Story. Film, ve kterém hrají významní američtí herci asijského původu jako Amy Tanová a David Henry Hwang, se zabývá životem Kingstonové a zvláště jejími názory na kulturní dědictví a utlačování na základě rasy i pohlaví. Ve stejném roce film získal ocenění CINE Golden Eagle. Kingstonová se podílela také na produkci historického dokumentu Billa Moyerse pro neziskový televizní kanál PBS Becoming American: The Chinese Experience.
V roce 1997 jí prezident USA Bill Clinton udělil medaili National Humanities Medal. V květnu 2007 získala cenu Northern California Book Award Special Award in Publishing za antologii Veterans of War, Veterans of Peace (2006), kterou editovala.
V březnu roku 2003 byla při účasti na protiválečných protestech ve Washingtonu, D.C. zatčena, protože odmítla odejít poté, co ji k tomu vyzvala místní policie. Sdílela potom vězeňskou celu se spisovatelkou Alice Walkerovou; protestů se účastnila i další známá spisovatelka Terry Tempest Williamsová. Protiválečný postoj Kingstonové se výrazně promítl do jejích děl; podle jejích vlastních slov byla kniha The Fifth Book of Peace inspirovaná jejím dětstvím v období druhé světové války.

## Vlivy
V rozhovoru otištěném v časopisu American Literary History odkryla Kingstonová svůj obdiv k Waltu Whitmanovi, Virginii Woolfové a Williamu Carlosu Williamsovi, kteří měli inspirující vliv na její dílo i názory na gender. O díle Walta Whitmana řekla Kingstonová: „Líbí se mi rytmus jeho jazyka a jeho svoboda a nespoutanost. Je to tak americké. A také jeho vize nového lidského druhu, který měl být v této zemi vytvořen—i když nikdy nezmínil přímo Číňany nebo etnické Číňany—ráda si představuju, že myslel všechny možné druhy lidí. Taky se mi líbí, že ve Stéblech trávy vždycky říká ‚muži a ženy‘, ‚mužský a ženský‘. Je tak odlišný od ostatních autorů té doby, a vlastně i současné doby. Už před sto lety zahrnoval do všeho i ženy a vždycky používal [ta slova] ‚muži a ženy‘, ‚mužský a ženský‘.“ Kingstonová pojmenovala hlavní postavu knihy Tripmaster Monkey po Whitmanovi „Wittman Ah Sing“. O Woolfové řekla: „Zjišťuju, že kdykoli se mi práci nebo v životě nevede, tak když si přečtu Orlanda Virginie Woolfové, pokaždé jakoby do mě vlil novou životní sílu. Obdivuju to, jak dokáže stvořit postavu, která žije čtyři sta let, a to, že Orlando může být muž a taky může být žena. Virginii se podařilo porazit časová, genderová i kulturní omezení.“ Podobně i u Williama Carlose Williamse vyjadřuje Kingstonová obdiv pro jeho zdánlivě ‚bezgendrové‘ dílo: „Mám ráda In the American Grain, protože tam dělá tu samou věc. Abraham Lincoln je matkou naší země. Mluví o úžasné ženě, která prochází bojištěm s svými vousy a svým šátkem. Je to tak osvobozující, že nemusíme být spoutaní jedinou etnickou skupinou a jedním pohlavím – oba [Woolfová a Williams] mi vždycky vnuknou pocit, že můžu psát jako muž, jako černoch, jako běloška; nemusím být spoutaná časem a svou fyzickou podstatou.“

## Kritika a diskuze
Ačkoli je práce Kingstonové vysoce ceněná, byla i kritizována a to zejména některými příslušníky čínsko-americké komunity. Americký dramatik a spisovatel Frank Chin tvrdě kritizoval její Válečnici, která podle něho pošpinila čínskou tradici novou interpretací čínských příběhů a mýtů. Chin obvinil Kingstonovou, že „svévolně adaptovala [tradiční příběhy] tak, aby se shodovaly s předsudky bílých rasistů a vytvořila falešnou čínsko-americkou kulturu, která je pro mainstreamové publikum stravitelnější.“ Kingstonová na tuto kritiku reagovala v rozhovoru v roce 1990, kde řekla, že muži si myslí, že spisovatelky „dosáhly úspěchu spoluprací s bílým rasismem,“ a to tím, že „se podbízejí bílému vkusu pro feministická díla… Je to jednostranná hádka, protože ženy neodpovídají. Necháme je říkat tyhle věci, protože se nechceme na tomto rozvratu podílet.“

## Vybraná díla
- Veterans of War, Veterans of Peace, 2006
- The Fifth Book of Peace, 2003
- To Be the Poet, 2002
- Tripmaster Monkey, 1989
- Through the Black Curtain, 1987
- Hawai'i One Summer, 1987
- China Men, 1980
- Válečnice: vzpomínky na dětství mezi duchy, 1976
- No Name Woman (esej), 1975